# سمندر، پاکستان
سمندر (به انگلیسی: Samunder) یک روستا در پاکستان است که در پنجاب واقع شده‌است.